# Comuna Rediu, Iași
Rediu (în trecut, Tăutești și Rediu-Tătar) este o comună în județul Iași, Moldova, România, formată din satele Breazu, Horlești, Rediu (reședința) și Tăutești.

## Așezare
Comuna se află în partea central-estică a județului, imediat la nord de municipiul Iași. Este străbătută de șoseaua județeană DJ282, care o leagă spre sud de Iași și spre nord-vest de Movileni, Gropnița, Șipote și mai departe în județul Botoșani de Răuseni, Hlipiceni, Todireni, Albești, Trușești (unde se intersectează cu DN29D), Dângeni, Hănești, Vlăsinești, Săveni (unde se intersectează cu DN29), Drăgușeni, Coțușca și Rădăuți-Prut (unde se termină în DN24C). La Horlești, acest drum se intersectează cu șoseaua județeană DJ248B, care duce spre est la Popricani (unde se termină în DN24) și spre sud la Lețcani (unde se termină în DN28).
Relieful aparține părții sudice a Câmpiei Moldovei, este larg vălurat cu interfluvii delurase și colinare, cu platouri joase. Atitudinea medie este de 138 m (cea maximă fiind de 206 m Dealul Breazu).

## Demografie
Componența etnică a comunei Rediu
     Români (76,29%)
     Alte etnii (0,69%)
     Necunoscută (23,03%)
Componența confesională a comunei Rediu
     Ortodocși (69,69%)
     Romano-catolici (2,3%)
     Alte religii (3,53%)
     Necunoscută (24,47%)
Conform recensământului efectuat în 2021, populația comunei Rediu se ridică la 8.295 de locuitori, în creștere față de recensământul anterior din 2011, când fuseseră înregistrați 4.577 de locuitori. Majoritatea locuitorilor sunt români (76,29%), iar pentru 23,03% nu se cunoaște apartenența etnică. Din punct de vedere confesional, majoritatea locuitorilor sunt ortodocși (69,69%), cu o minoritate de romano-catolici (2,3%), iar pentru 24,47% nu se cunoaște apartenența confesională.

## Politică și administrație
Comuna Rediu este administrată de un primar și un consiliu local compus din 15 consilieri. Primarul, Ioan-Cristinel Condrea[*], de la Partidul Național Liberal, este în funcție din 1 noiembrie 2024. Începând cu alegerile locale din 2024, consiliul local are următoarea componență pe partide politice:
|  | Partid                          | Consilieri | Componența Consiliului | Componența Consiliului | Componența Consiliului | Componența Consiliului |
|  | ------------------------------- | ---------- | ---------------------- | ---------------------- | ---------------------- | ---------------------- |
|  | Partidul Social Democrat        | 4          |                        |                        |                        |                        |
|  | Partidul Național Liberal       | 4          |                        |                        |                        |                        |
|  | Uniunea Salvați România         | 3          |                        |                        |                        |                        |
|  | Forța Dreptei                   | 2          |                        |                        |                        |                        |
|  | Alianța pentru Unirea Românilor | 1          |                        |                        |                        |                        |
|  | Partidul Puterii Umaniste       | 1          |                        |                        |                        |                        |

## Istorie
La sfârșitul secolului al XIX-lea, comuna purta denumirea de Tăutești, făcea parte din plasa Copou a județului Iași și era formată din satele Tăutești, Zahorna, Horlești, Rediu lui Tătar, Tătărușu și Lețcani, având în total 1100 de locuitori. Existau în comună două mori, două școli și patru biserici. Anuarul Socec din 1925 consemnează desființarea comunei și trecerea satelor ei la comuna Copou.
După al Doilea Război Mondial, comuna a fost reînființată sub numele de Rediu-Tătar în cadrul orașului regional Iași, reședința regiunii Iași. În 1968, ea a devenit comună suburbană a municipiului Iași, luând denumirea actuală de Rediu, la fel ca și satul ei de reședință. Tot atunci, satul Tătăruși și-a schimbat numele în Breazu, comuna a primit și satul Valea Lupului, iar câteva sate existente anterior au fost desființate: Zahorna (inclus în Horlești), Beldiman (inclus în Valea Lupului) și Capu Rediului (inclus în Rediu). În 1989, s-a renunțat la conceptul de comună suburbană, comuna fiind subordonată direct județului Iași.
În 2004, satul Valea Lupului s-a separat pentru a forma o comună de sine stătătoare, iar comuna Rediu a căpătat componența actuală.

## Monumente istorice
Trei obiective din comuna Rediu sunt incluse în lista monumentelor istorice din județul Iași ca monumente de interes local, toate fiind situri arheologice. Este vorba de așezarea din eneoliticul final (cultura Horodiștea) din dealul Breazu din zona satului Breazu; situl de la „Bădărău” (așezări din perioada Halstatt și din secolul al IV-lea e.n., precum și vatra medievală a satului Munteni); și de situl de la „Valea Mută” unde se află alte vestigii ale vetrei medievale a satului Munteni, precum și așezări din neoliticul târziu (cultura ceramicii liniare), Epoca Bronzului târziu (cultura Noua), perioada Halstatt și secolele al III-lea–al IV-lea e.n. (perioada daco-romană).

## Personalități
- Mircea Chelaru, general cu patru stele și om politic român.